# Edward Rutherfurd
Edward Rutherfurd, född 1948 i Salisbury, England, är en engelsk författare.